# Comté de Boone (Nebraska)
Pour les articles homonymes, voir Comté de Boone.
Le comté de Boone est l'un des comtés du Nebraska. Le chef-lieu de comté se situe à Albion.

## Géographie
Selon le Bureau du recensement des États-Unis, le comté a une superficie de 1 780 km2 dont 1 779 km2 de terre et 1 km2 (0,08 %) d'eau. 

## Comtés adjacents
- comté de Madison au nord-est,
- comté de Platte au sud-est,
- comté de Nance au sud,
- comté de Greeley au sud-ouest,
- comté de Wheeler au nord-ouest,
- comté d'Antelope au nord,

## Histoire
Le comté a été créé en 1871 et a été nommé en hommage à Daniel Boone.

## Démographie
| Groupe            | Comté de Boone | Nebraska | États-Unis |
| ----------------- | -------------- | -------- | ---------- |
| Blancs            | 98,5           | 86,1     | 72,4       |
| Autres            | 0,5            | 4,4      | 6,4        |
| Afro-Américains   | 0,4            | 4,5      | 12,6       |
| Métis             | 0,3            | 2,2      | 2,9        |
| Asiatiques        | 0,2            | 1,8      | 4,8        |
| Amérindiens       | 0,2            | 1,0      | 0,9        |
| Total             | 100            | 100      | 100        |
|                   |                |          |            |
| Latino-Américains | 1,2            | 9,2      | 16,7       |

Selon l'American Community Survey, pour la période 2011-2015, 97,15 % de la population âgée de plus de 5 ans déclare parler anglais à la maison, alors que 1,84 % déclare parler l'espagnol, 0,40 % l'allemand et 0,61 % une autre langue.

## Municipalités du comté
- Albion
- Cedar Rapids
- Petersburg
- Primrose
- Raeville
- St. Edward